# Kelurahan Mampun
Kelurahan Mampun is een bestuurslaag in het regentschap Merangin van de provincie Jambi, Indonesië. Kelurahan Mampun telt 3384 inwoners (volkstelling 2010).